# L'Harmonie du monde (revue)
L'Harmonie du monde est une revue musicale créée par le musicologue Paul-Gilbert Langevin et ses collègues en 1957, dans le cadre de leur association, la Société française Anton Bruckner.

## Présentation

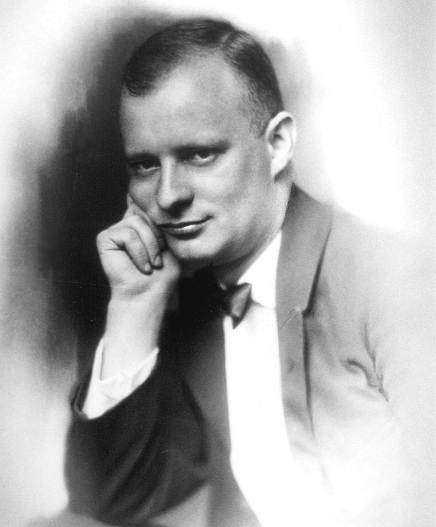
Paul Hindemith, en 1923.

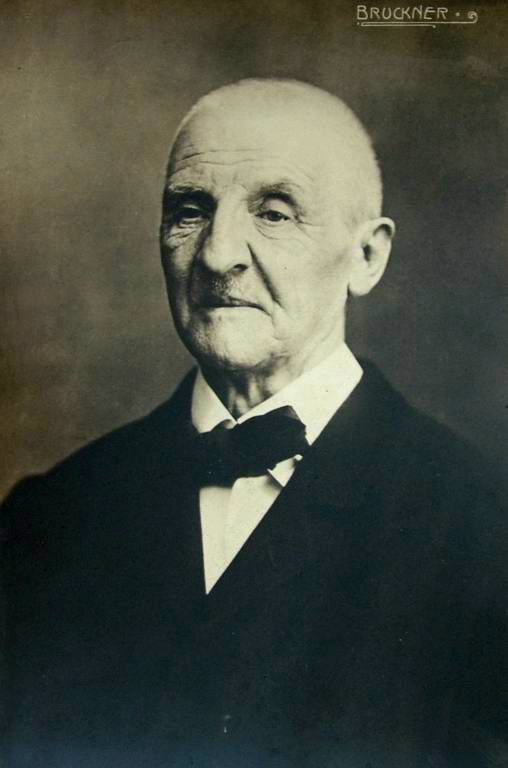
Anton Bruckner.

L'Harmonie du monde, dont le titre provenait d'un opéra de Paul Hindemith, L'Harmonie du monde (Die Harmonie der Welt en allemand), était le bulletin documentaire de la Société française Anton Bruckner. 
Cette revue a compté un certain nombre de numéros jusqu'à sa disparition dans les années 1980. Elle présentait des articles d'étude de la musique classique du XIXe siècle, en particulier sur les œuvres musicales d'Anton Bruckner et de ses contemporains. Le premier numéro a été daté de l'automne 1957. Le titre de la revue était traduit en allemand : Die Harmonie der Welt ; en anglais : The Harmony of the World ; en espagnol : L'Armonia del Mundo. 
La phrase mise en exergue des numéros de la revue était la phrase latine : Musica Instrumentalis, Musica Humana, Musica Mundana.

## Réception critique
Michel Lancelot, dans son ouvrage Anton Bruckner, l'homme et son œuvre, insiste sur l'importance de ce cahier documentaire de l'association afin de diffuser la culture musicale et la connaissance de Bruckner : 

« ... c'est à l'un d'entre eux, Paul-Gilbert Langevin, que revient le mérite d'avoir doté le mouvement brucknérien de son cadre définitif et de sa forme officielle : avec l'appui des plus grands chefs brucknériens de notre temps, Volkmar Andreae, Carl Schuricht, Eugen Jochum, il fonde, le 11 octobre 1957, L'Harmonie du Monde, affiliée, avec le sous-titre de Société française Anton Bruckner, à la Bruckner Gesellschaft, et chargée de représenter celle-ci dans notre pays. Par la parole autant que par l'action, par la publication d'un cahier documentaire, par d'incessantes démarches auprès de musiciens, de critiques, d'éditeurs, d'organisateurs, Langevin réussit, en dix années d'un effort de pionnier qui se confond avec sa vie, à susciter assez de sympathies pour que le nom de Bruckner puisse paraître aujourd'hui définitivement sauvé de l'oubli. »

## Collaborateurs
- Paul-Gilbert Langevin, musicologue et fils du physicien Paul Langevin ;
- Leopold Hager, chef d'orchestre autrichien ;
- Volkmar Andreae, compositeur et chef d'orchestre suisse ;
- Émile Vuillermoz, compositeur, musicographe et critique musical français ;
- Carl Schuricht, chef d'orchestre allemand ;
- Harry Halbreich, musicologue belge ;
- Alfons Ott, musicologue allemand ;
- Marc Vignal, musicologue, chroniqueur et producteur français ;
- Jacques Feschotte, homme de lettres, musicologue et critique musical français ;
- Eugen Jochum, chef d'orchestre allemand ;
- Eugène Bigot, chef d'orchestre et compositeur français ;
- Fernand Lamy, compositeur, chef d'orchestre et chef de chœur français ;
- Armand Machabey, musicologue français ;
- Félix Raugel, musicien, chef d'orchestre et musicologue français ;
- Roberto Benzi, chef d'orchestre et pianiste franco-italien ;
- Jacques Chailley, musicologue et compositeur français ;
- Friedrich Cocron, directeur de l'Institut autrichien de Paris de 1954 à 1964 ;
- Antoine Goléa, musicologue français d'origine roumaine ;
- Olivier Messiaen, compositeur, organiste et pianiste français ;
- Georges Sébastian, chef d'orchestre hongrois puis français ;
- Claude Noisette de Crauzat, musicologue et musicographe français ;
- Pierrette Mari, compositrice et musicographe française ;
- Max Auer, auteur et musicologue autrichien ;
- Alfred Loewenguth, violoniste français ;
- Marcel Borusiac, chef d'orchestre et musicologue français ;
- Gustav Kars, musicologue autrichien ;
- Richard Beck, musicien et chef d'orchestre ;
- Georges Proca, musicologue et fils du physicien Alexandre Proca ;
- Michel Labolle ;
- Wladimir Bronès, ingénieur au CEA[5].

## Photographies

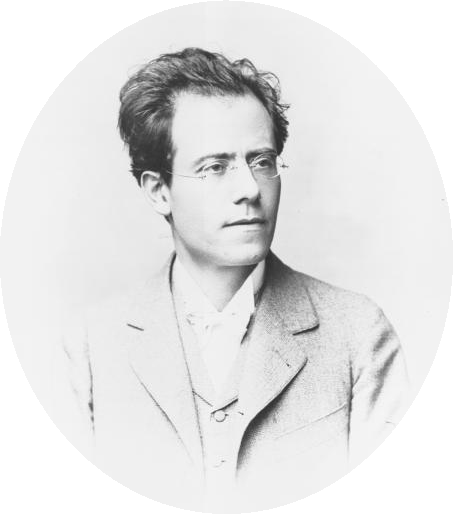
Gustav Mahler, en 1898.
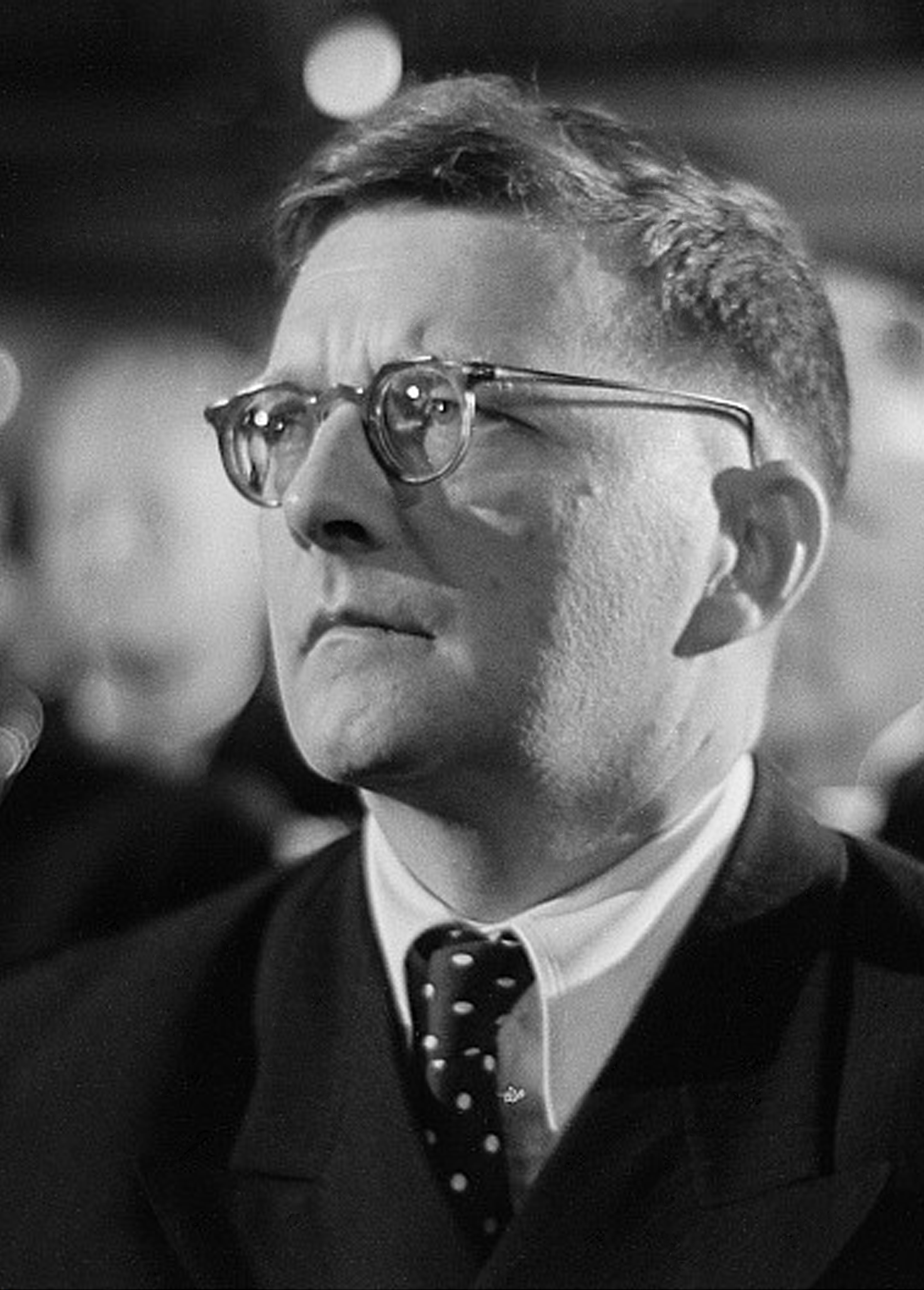
Dmitri Shostakovich, en 1950.
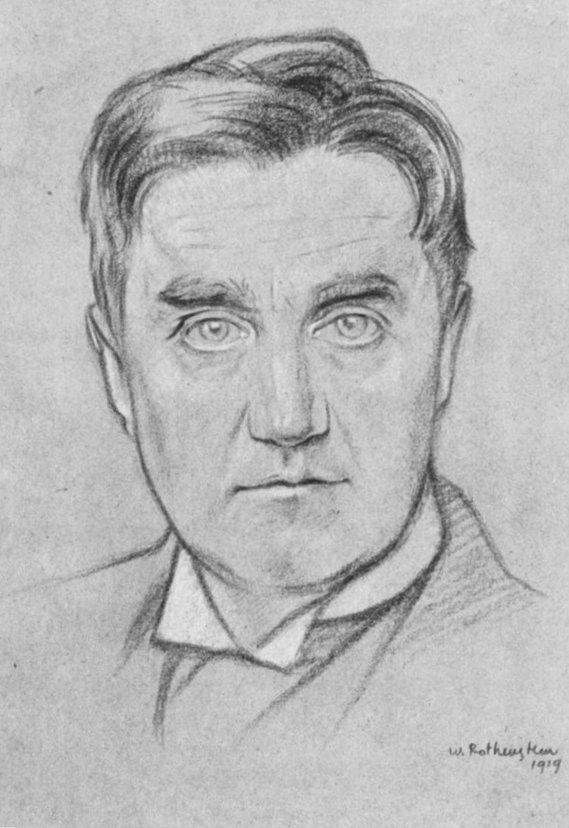
Ralph Vaughan-Williams, en 1919.
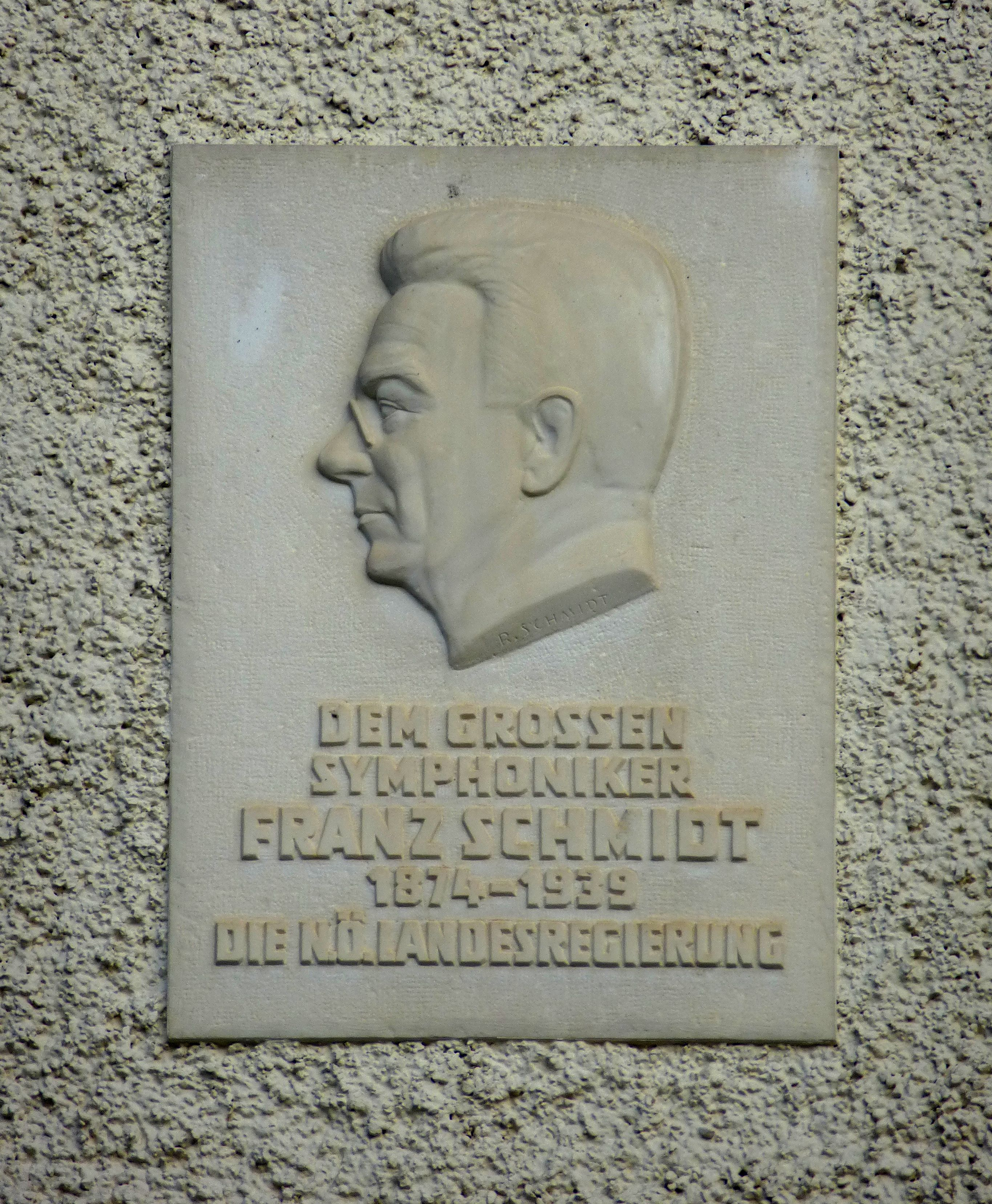
Franz Schmidt.
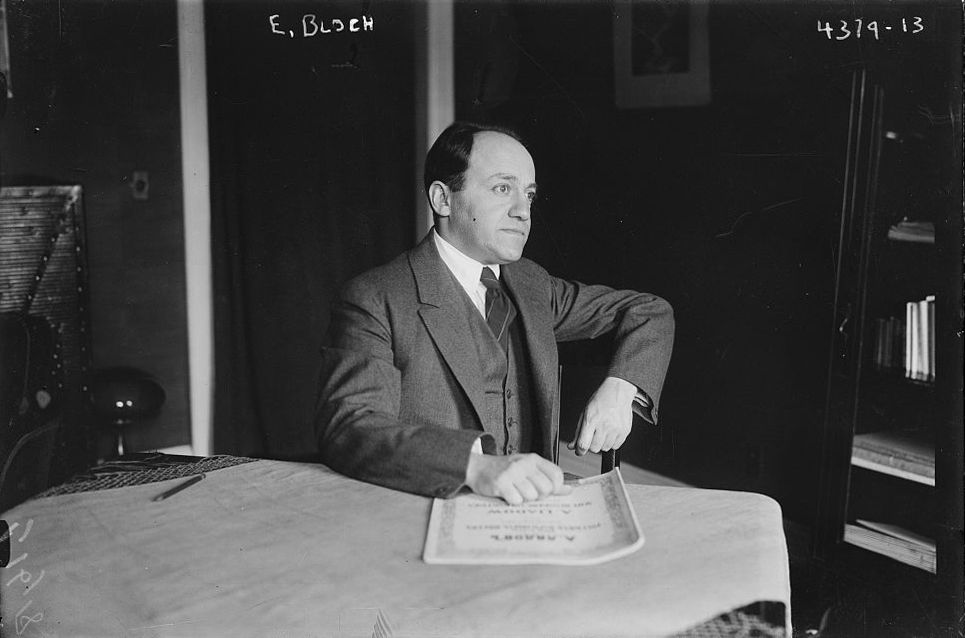
Ernest Bloch, en 1917.
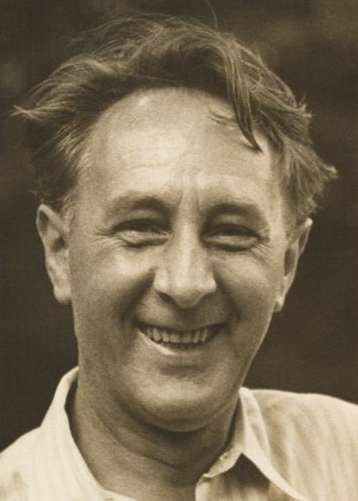
Bohuslav Martinů, en 1943.
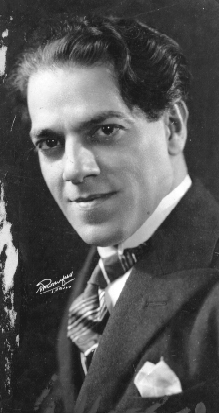
Heitor Villa-Lobos, vers 1922.
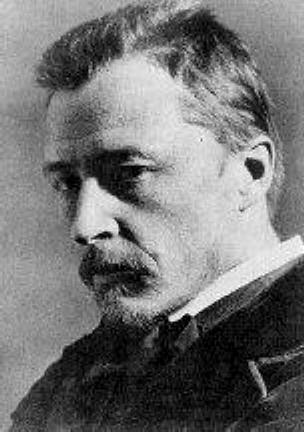
Hugo Wolf.